# ماثيو نيكلسون
ماثيو نيكلسون (2 أكتوبر 1974 في أستراليا - ) (بالإنجليزية: Matthew Nicholson)‏ هو لاعب كريكت أسترالي. شارك مع منتخب أستراليا الوطني للكريكت.

## وصلات خارجية
- ماثيو نيكلسون على موقع إي آس بي آن كريك إنفو (الإنجليزية)